# Opuntia martiniana
Opuntia martiniana ist eine Pflanzenart in der Gattung der Opuntien (Opuntia) aus der Familie der Kakteengewächse (Cactaceae). Das Artepitheton martiniana ehrt William P. Martin, der Lyman David Benson begleitete.

## Beschreibung
Opuntia martiniana wächst strauchig mit ausgespreizten, aber etwas  aufsteigenden Zweigen und erreicht Wuchshöhen von bis zu 60 Zentimeter. Die blaugrünen verkehrt eiförmigen bis kreisrunden  Triebabschnitte sind 9 bis 16 Zentimeter lang und ebenso breit. Die eher eng beieinander stehenden Areolen tragen gelbe, ockerfarbene oder braune Glochiden. Die ein bis acht Dornen sind an den meisten oder allen Areolen vorhanden. Sie sind mehrheitlich ausgebreitet, hellgelb mit einer trüb rötlich braunen Basis. Die Dornen erreichen eine Länge von 2,5 bis 4,5 Zentimeter.
Die gelben Blüten besitzen manchmal eine rötliche Mitte. Sie sind erreichen Durchmesser von 5 bis 8 Zentimeter. Die rötlichen bis rötlich purpurfarbenen fleischigen Früchte weisen einen Durchmesser von 2,5 bis 4 Zentimeter auf.

## Verbreitung und Systematik
Opuntia martiniana ist in den Vereinigten Staaten im Nordwesten des Bundesstaates Arizona verbreitet.
Die Erstbeschreibung als Opuntia macrocentra var. martiniana durch Lyman David Benson wurde 1950 veröffentlicht. Bruce Dale Parfitt erhob die Varietät 1980 in den Rang einer eigenständigen Art. Ein nomenklatorisches Synonym ist Opuntia littoralis var. martiniana (L.D.Benson) L.D.Benson (1965).

## Nachweise